# Липа (Луцький район)
Ли́па — село в Україні, у Берестечківській громаді Луцького району Волинської області. Населення становить 354 осіб.

## Географія
Село розташоване на місці впадіння річки Липи в річку Стир.

## Історія
У вересні 1621 року при нападі татарської орди погнали в неволю близько 30 людей.
У 1906 році село Берестецької волості Дубенського повіту Волинської губернії. Відстань від повітового міста 10 верст, від волості 11. Дворів 52, мешканців 470.
12 червня 2020 року, відповідно до розпорядження Кабінету Міністрів України № 708-р «Про визначення адміністративних центрів та затвердження територій територіальних громад Волинської області», село увійшло у склад Берестечківської міської громади.
19 липня 2020 року, в результаті адміністративно-територіальної реформи та ліквідації Горохівського району, село увійшло до складу новоутвореного Луцького району.

## Населення
Згідно з переписом УРСР 1989 року чисельність наявного населення села становила 406 осіб, з яких 187 чоловіків та 219 жінок.
За переписом населення України 2001 року в селі мешкали 352 особи. 100 % населення вказало своєю рідною мовою українську мову.

## Персоналії, пов'язані з селом Липа
- Авраменко Микола Григорович — заслужений тренер України